# Niesłychany Groń
Niesłychany Groń (744 m n.p.m.) – szczyt w Paśmie Baraniej Góry i Skrzycznego w Beskidzie Śląskim. Ta góra o wydłużonym kształcie stanowi zakończenie grzbietu, odchodzącego na północny wschód od szczytu Skrzycznego.
Na lotniczej mapie Geoportalu góra ma nazwę Niesłychany, na dawnej mapie topograficznej jest to Góra Siodło. Nazwa Niesłychany Groń podawana była już w początkach XVIII w. w „Dziejopisie Żywieckim” żywieckiego wójta Andrzeja Komonieckiego: A pod tą górą Wielką Skrzecznią są te góry pomniejsze jako to (...) Groń Niesłychany przezwany nad wsią Słotwiną będący (...). Określenie to pochodzi zapewne od nazwy maleńkiego osiedla Niesłychany, rozlokowanego w przełęczy między omawianą górą a Skrzycznem. Obecnie używana jest też druga nazwa: Wandzlów Groń, pochodząca od nazwy przysiółka Wandzlów u północno-wschodnich podnóży góry.
Niesłychany Groń stanowi zakończenie jednego z grzbietów Skrzycznego i znajduje się między szczytami Skalite i Palenica. Jego północne i północno-zachodnie stoki opadają do doliny Potoku Granicznego, południowo-wschodnie do doliny jednego z dopływów Kalonki, północno-wschodnie na Kotlinę Żywiecką. Góra jest porośnięta lasem. Administracyjnie znajduje się w obrębie wsi Słotwina w województwie śląskim, w powiecie żywieckim, w gminie Lipowa.

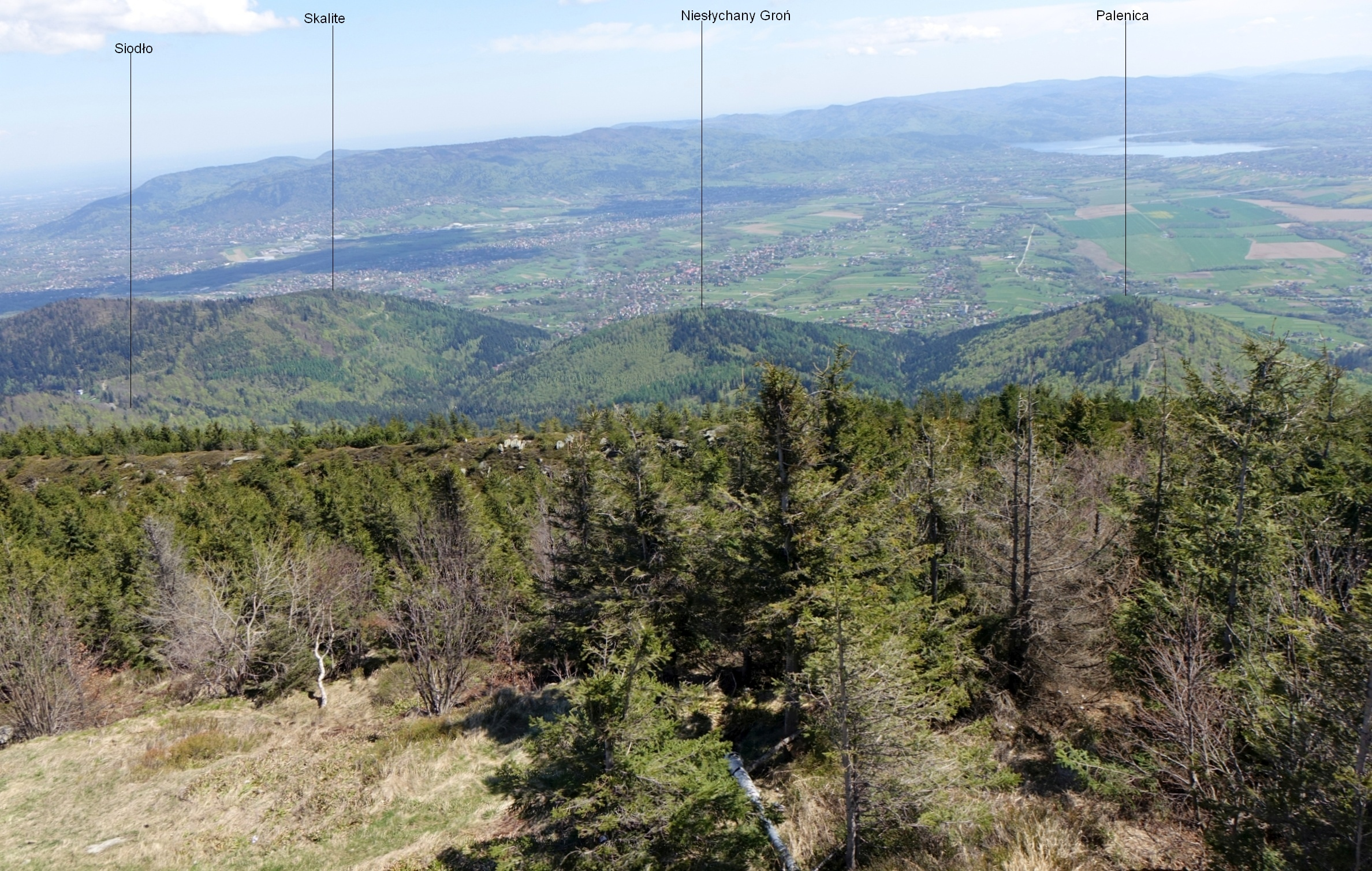
Widok ze Skrzycznego